# Szent Paraszkiva-fatemplom (Kerges)
A kergesi Szent Paraszkiva-fatemplom műemlékké nyilvánított épület Romániában, Hunyad megyében. A romániai műemlékek jegyzékében a  HD-II-m-A-03291 sorszámon szerepel.